# Solenocaulon sterroclonium
Solenocaulon sterroclonium är en korallart som beskrevs av Germanos 1895. Solenocaulon sterroclonium ingår i släktet Solenocaulon och familjen Anthothelidae. Inga underarter finns listade i Catalogue of Life.